# Peyragudes
Koordinaten: 42° 47′ 0″ N, 0° 27′ 36″ O

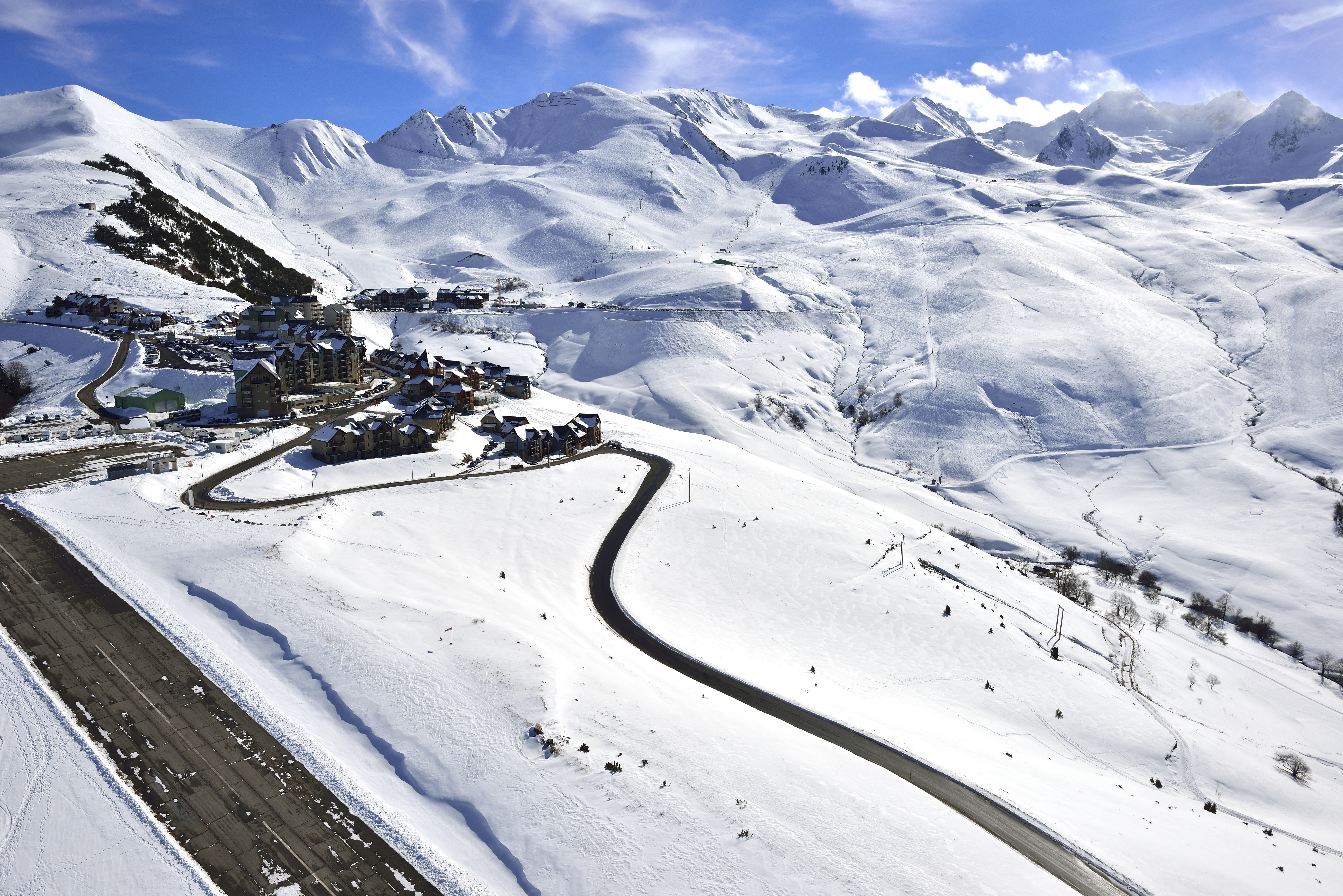
Blick über Peyragudes

Peyragudes ist eine Wintersportstation in den französischen Pyrenäen.

## Geographie
Peyragudes liegt in den Départements Hautes-Pyrénées und Département Haute-Garonne in der Region Okzitanien in der Nähe des Col de Peyresourde. Die Station entstand 1988 durch die Zusammenlegung der Stationen Peyresourde  (Germ, Département Hautes-Pyrénées) und Agudes (Gouaux-de-Larboust, Haute-Garonne).

### Skigebiet

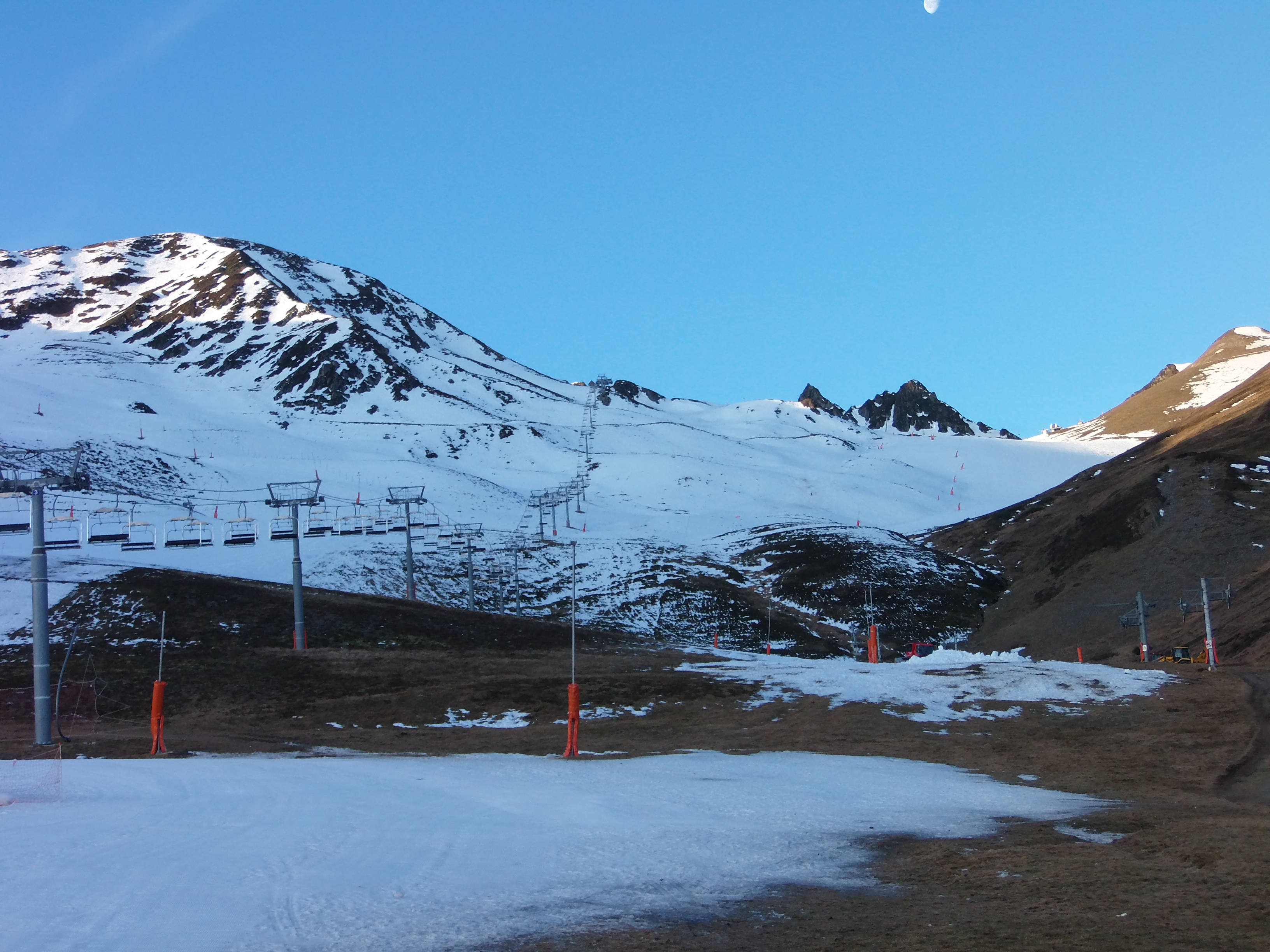
Skilift an der Station Agudes

Einer der Höhepunkte der Station ist die Lage in den beiden Départements. Man kann zwischen den beiden Hängen über den Col de la Flamme oder die Station wechseln. Peyragudes ist ein Ort, an dem Anfänger leicht Skilaufen lernen können, es gibt Idiotenhügel sowie Schlepplifte und Sessellifte für Anfänger.
Peyragudes
- Höhe: 1458–2261 m
- 60 km Pisten
- 51 Pisten: 6 grüne (Anfänger), 23 blaue (leicht), 18 rote (mittel) und 4 schwarze (schwer)
- 17 Lifte/Bahnen
- 230 Schneekanonen

### Straßenverbindungen
- Von Paris und Nordfrankreich: über Limoges, Toulouse, dann über die A84 und die N 618 zwischen Arreau und Col de Peyresourde. Der Ort liegt in 1605 m Höhe.

## Radsport

### Tour de France
Der Skiort Peyragudes tauchte seit dem Jahr 2012 bereits fünfmal im Programm der Tour de France auf und diente zweimal als Zielankunft, außerdem wird 2025 ein Bergzeitfahren dort enden. Sowohl 2012 als auch 2017 wurde zunächst die Ostauffahrt des Col de Peyresourde (1569 m) absolviert, ehe die Fahrer nach einer 2,6 Kilometer langen Abfahrt links auf die D619 abzweigten. Hier begann die Straße wieder zu steigen und führte die Fahrer zum Zielort. Während die Zielankunft 2012 bei der Skistation von Peyragudes (1605 m) stattfand, führten die letzten Meter im Jahr 2017 auf die Start- und Landebahn des Altiport von Peyragudes (1580 m), die ein maximale Steigung von 16 % aufwies. Premieren-Sieger im Skiort war Alejandro Valverde, der sich im Jahr 2012 durchsetzte, während Bradley Wiggins das Gelbe Trikot verteidigte und wenige Tage später die Gesamtwertung der Tour de France gewann. Im Jahr 2017 kam es zu einem Bergaufsprint der Favoritengruppe, in dem sich Romain Bardet durchsetzte. Chris Froome verlor damals das Gelbe Trikot an Fabio Aru.
Im Jahr 2018 passierte die Tour de France den Skiort auf der 17. Etappe erneut, wobei diesmal eine Bergwertung der 1. Kategorie auf der höchsten Erhebung der D117 abgenommen wurde. Zuvor war, wie in vergangenen Jahren, der die Ostauffahrt des Col de Peyresourde absolviert worden. Kurz nach dessen Passhöhe bogen die Fahrer links ab und fuhren weiter auf den sogenannten Montée de Pyragudes (1645 m), der den Anstieg des Col de Peyresourde um etwa eineinhalb Kilometer verlängerte. Sieger der Bergwertung wurde damals Tanel Kangert, ehe die Etappe weiter über den Col de Val Louron-Azet (1580 m) auf den Col de Portet (2215 m) führte.
Im Jahr 2022 fand auf der 17. Etappe erneut eine Ankunft in Peyragudes statt. Diesmal führte die Strecke jedoch nicht über die Passhöhe des Col de Peyresourde, sondern nahm den Anstieg von Loudenvielle aus in Angriff. Das Ziel befand sich erneut auf der steilen Start- und Landebahn. Insgesamt weist der acht Kilometer lange Schlussanstieg eine durchschnittliche Steigung von 7,8 % auf.
Im Jahr 2025 führte erstmals ein Bergzeitfahren nach Peyragudes. Der Start der 13. Etappe erfolgte dabei in Loudenvielle, ehe es über elf anspruchsvolle Kilometer zu dem Skiort ging.
| Jahr  | Etappe     | Bergwertung  | Bergwertung/Zielankunft (Ort)      | Fahrer             |
| ----- | ---------- | ------------ | ---------------------------------- | ------------------ |
| 2012* | 17. Etappe | 1. Kategorie | Station de ski de Peyragudes       | Alejandro Valverde |
| 2017  | 12. Etappe | 2. Kategorie | Altiport de Peyresourde - Balestas | Romain Bardet      |
| 2018  | 17. Etappe | 1. Kategorie | Montée de Pyragudes                | Tanel Kangert      |
| 2022  | 17. Etappe | 1. Kategorie | Altiport de Peyresourde - Balestas | Tadej Pogačar      |
| 2025  | 13. Etappe | 1. Kategorie | Altiport de Peyresourde - Balestas | Tadej Pogačar      |

* Im Jahr 2012 wurde keine Bergwertung auf dem Col de Peyresourde ausgefahren. Diese wurde stattdessen im Zielort Peyragudes abgenommen.
Bevor die Tour de France in Peyragudes ankamen, führte die Route du Sud am 20. Juni 2010 ein 16,4 Kilometer langes Bergzeitfahren durch. Das Rennen nutzte dabei die neu gebaute D619, die den Startort Loudenvielle mit dem Skiort verbindet. Den Etappensieg sicherte sich damals der Franzose David Moncoutié.

### Vuelta a España
Mit der Spanien-Rundfahrt führte im Jahr 2013 eine weitere Grand Tour eine Zielankunft in Peyragudes durch. Damals führte die 15. Etappe von Andorra neben anderen Anstiegen auch über den Port de Balès (1755 m) und den Col de Peyresourde. Die Vuelta a España nutzte die gleiche Zielankunft wie die Tour de France im Jahr 2012. Etappensieger wurde Alexandre Geniez, nachdem er sich mit einem Begleiter auf der Abfahrt des Port de Balès von der Favoritengruppe lösen hatte können.
| Jahr  | Etappe     | Bergwertung  | Bergwertung/Zielankunft (Ort) | Fahrer           |
| ----- | ---------- | ------------ | ----------------------------- | ---------------- |
| 2013* | 15. Etappe | 1. Kategorie | Station de ski de Peyragudes  | Alexandre Geniez |

* Es wurde keine Bergwertung auf dem Col de Peyresourde ausgefahren. Diese wurde stattdessen im Zielort Peyragudes abgenommen.